# Tignes
Tignes est une commune française située dans le massif de la Vanoise en Haute-Tarentaise, dans le département de la Savoie en région Auvergne-Rhône-Alpes. Elle comptait 1 953 habitants en 2022.
À l'origine, cette commune de montagne était composée d'un village central et de plusieurs hameaux, essentiellement tournés vers l'agriculture. Le village central est détruit et englouti à la suite de la construction du barrage du Chevril, mis en eau en 1952. Sur ses hauteurs, Tignes devient durant les décennies suivantes une station de ski implantée à plus de 2 000 mètres d'altitude sur deux sites principaux (Tignes le Lac et Tignes Val Claret) et internationalement réputée pour son domaine skiable, couplé avec celui de Val-d'Isère sous l'appellation Tignes - Val d'Isère (anciennement "Espace Killy"). Lors des Jeux olympiques d'Albertville de 1992, la station accueille trois épreuves de ski acrobatique ; elle accueille les X-Games Europe d'hiver au cours des années 2010.

## Géographie
Les communes limitrophes sont  Champagny-en-Vanoise, Peisey-Nancroix, Rhêmes-Notre-Dame, Sainte-Foy-Tarentaise, Termignon, Val-Cenis, Val-d'Isère, Valgrisenche et Villaroger.

### Localisation
Commune de Savoie, Tignes se situe dans la partie haute de la vallée de la Tarentaise, en aval de Val d'Isère. La Tarentaise, qui abrite un grand nombre de stations de ski réputées, part du col de l'Iseran, sur lequel on peut circuler en été et skier en hiver, pour aller jusqu'à son débouché dans la Combe de Savoie, à Albertville, en passant par  Bourg-Saint-Maurice, puis Moutiers. Cette grande vallée glaciaire a été creusée et est drainée par l'Isère, laquelle se jette dans le Rhône, à quelques kilomètres au nord de Valence.
La Leisse est une rivière de montagne bordant le domaine skiable au sud de Tignes, faisant partie de la Maurienne, et accessible par le col de la Leisse.

### Communes limitrophes
Tignes est limitrophe de six communes françaises et possède une frontière avec la Vallée d'Aoste, en Italie :

### Relief

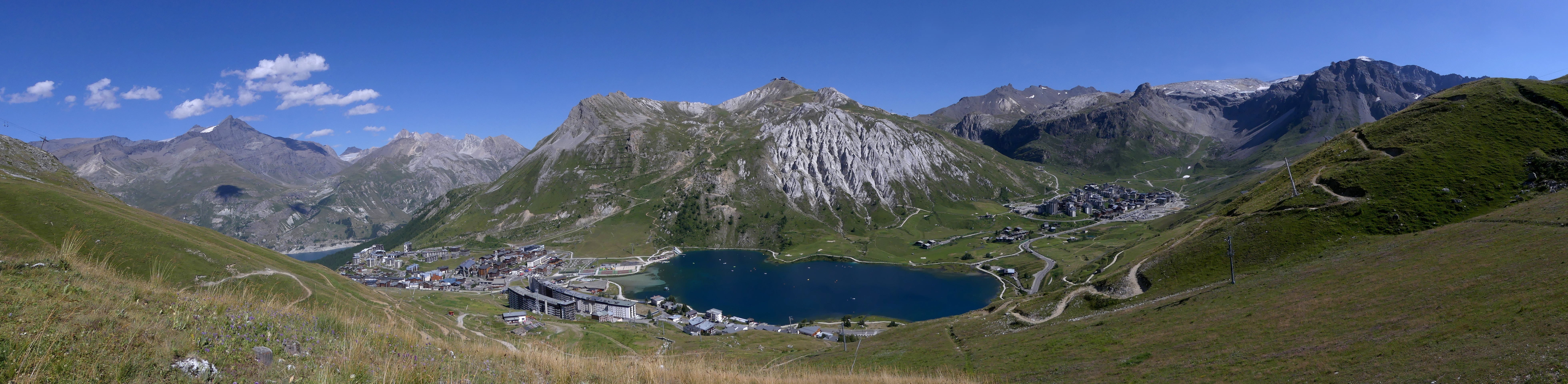
Vue panoramique de Tignes depuis le nord. L'aiguille de la Grande Sassière se situe à gauche et le glacier de la Grande Motte à droite.

La commune de Tignes regroupe plusieurs hameaux se trouvant à des altitudes différentes, les Brévières, 1550m, les Boisses, 1850 m, ainsi que deux espaces d'immeubles, de construction plus récente, liée au développement d'une station de ski de grande notoriété, Tignes le Lac - Le Lavachet, de 2050 à 2100, et Val Claret, à 2100m.
Le point culminant de la commune est l'aiguille de la Grande Sassière à 3 747 m.

### Enneigement
Tignes a connu un record d'enneigement durant l'hiver 2017-2018.

### Climat
Le climat y est de type montagnard en raison de l'altitude élevée.
La station météorologique de Météo-France installée sur la commune et mise en service en 1992 permet de connaître en continu l'évolution des indicateurs météorologiques. Le tableau détaillé pour la période 1981-2010 est présenté ci-après.
| Mois                                  | jan.             | fév.           | mars           | avril          | mai            | juin          | jui.            | août            | sep.          | oct.           | nov.          | déc.           | année      |
| ------------------------------------- | ---------------- | -------------- | -------------- | -------------- | -------------- | ------------- | --------------- | --------------- | ------------- | -------------- | ------------- | -------------- | ---------- |
| Température minimale moyenne (°C)     | −9               | −9,6           | −7,2           | −3,9           | 1,3            | 4,7           | 6,4             | 6,5             | 3,1           | 0,2            | −5,2          | −8,4           | −1,7       |
| Température moyenne (°C)              | −5,2             | −5,2           | −2,3           | 0,5            | 5,3            | 9,3           | 11,3            | 11,1            | 7,4           | 4,4            | −1,4          | −4,7           | 2,6        |
| Température maximale moyenne (°C)     | −1,2             | −0,7           | 2,6            | 4,9            | 9,4            | 13,8          | 16,1            | 15,8            | 11,7          | 8,6            | 2,3           | −0,9           | 6,9        |
| Record de froid (°C) date du record   | −23,5 31.01.1999 | −27,8 27.02.18 | −22,5 13.03.06 | −15,9 08.04.21 | −11,4 06.05.19 | −7,1 02.06.06 | −1,7 13.07.1993 | −2,8 31.08.1995 | −7,6 27.09.20 | −13,4 25.10.03 | −19 27.11.10  | −22,7 20.12.09 | −27,8 2018 |
| Record de chaleur (°C) date du record | 10,6 25.01.16    | 12 27.02.19    | 13,9 31.03.21  | 14,3 12.04.22  | 20,6 20.05.22  | 27 27.06.19   | 29,9 23.07.19   | 26,5 19.08.12   | 22,4 04.09.23 | 20,4 02.10.01  | 15,9 12.11.15 | 9 25.12.22     | 29,9 2019  |
| Précipitations (mm)                   | 76,3             | 61,3           | 76,3           | 61,8           | 105,1          | 112           | 100,2           | 127,5           | 78,3          | 84,8           | 68,8          | 81,1           | 1 033,5    |

### Voies de communication et transports
On accède à la station par la route, via une voie express extension de l'A430, en provenance de la combe de Savoie-Albertville, qui reprend la RN 90. La voie express se termine au niveau de la commune d'Aime et la route se poursuit avec la RN 90. Au sortir de la ville de Bourg-Saint-Maurice, il faut suivre la direction de la station en suivant la D 902. Au niveau du barrage du Chevril, suivre la D 87 (sur la droite) pour rejoindre la commune et les stations-villages. Il existe une autre route partant de plus bas pour arriver aux Brévières, c'est la D 87e (rejoint plus haut la D 87).
Par ailleurs, le TGV arrive jusqu'en gare de Bourg-Saint-Maurice toute l'année et des liaisons via l'Eurostar et le Thalys depuis Londres et Bruxelles sont mises en place lors de la saison touristique hivernale. La station se situe à 30 kilomètres et est accessible par des liaisons régulières en autocar ou en taxi.
On peut aussi atterrir dans les aéroports internationaux de Lyon-Saint-Exupéry (219 km - 2 h 45 min) et Genève (208 km - 2 h 35 min), ainsi que celui de Chambéry - Savoie (142 km - 1 h 40 min). La station possède un petit aérodrome, proche du col du Palet, accessible librement aux ULM et accessible aux avions de tourisme sous réserve que le pilote possède la qualification de montagne.
Service de navettes

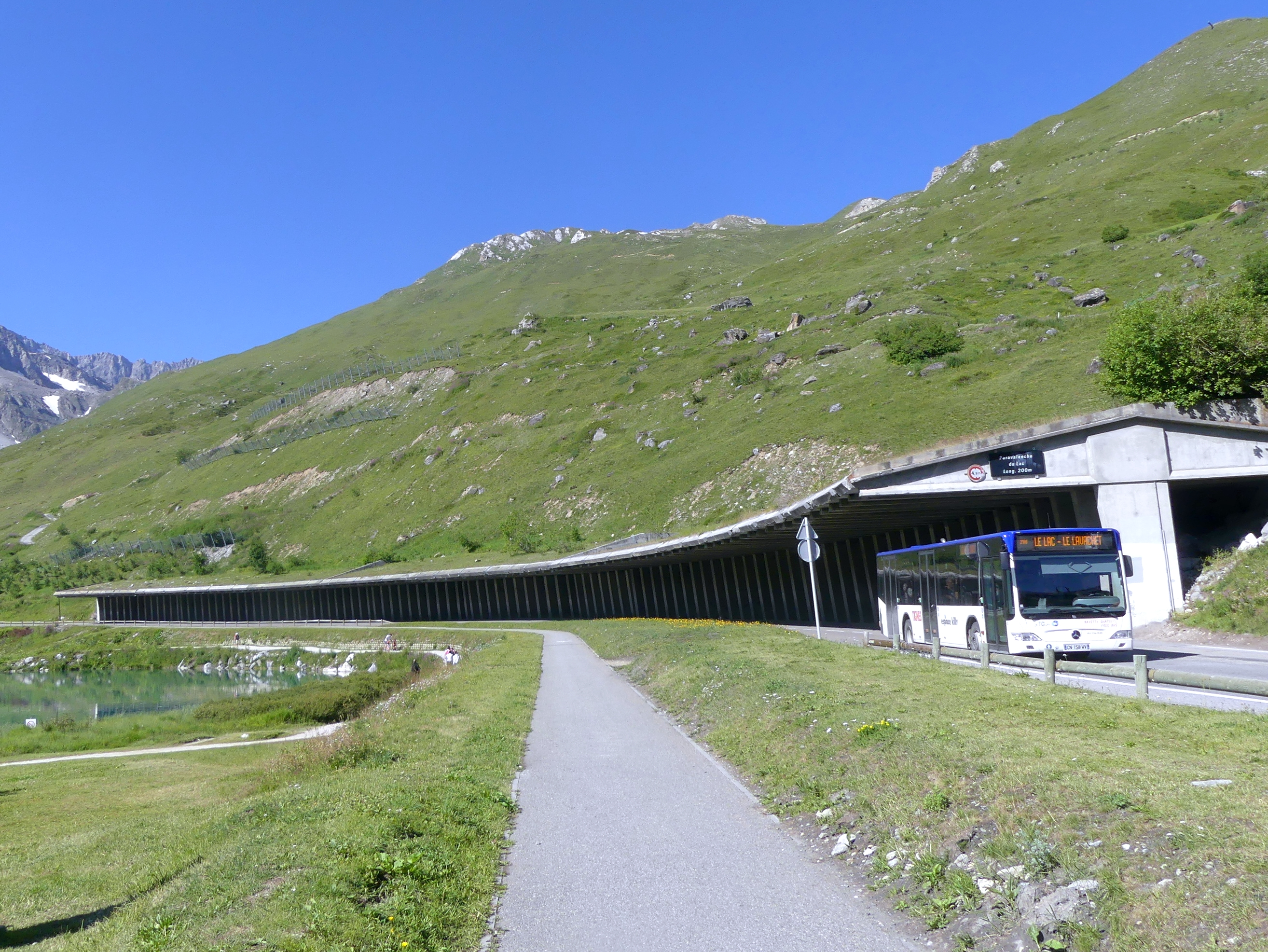
Navette de Tignes en été.

Navette de fin novembre à début mai et en juillet/août entre Tignes 1800, Les Boisses et Tignes le Lac toutes les 30 min en hiver.
Navette de fin septembre à début mai et de mi-juin à fin aout (24h/24 en saison hivernale) entre Le Lavachet, Tignes le Lac et Tignes Val Claret.
Liaison par télécabine entre les Boisses et les Brévières (mi-décembre à début mai).
Quelques liaisons journalières par autocar entre Val-d'Isère et Tignes (les Boisses et Tignes le lac) durant la saison de ski d'hiver.
Les remontées mécaniques
La STGM (Société des Téléphériques de la Grande Motte, créée en janvier 1967) est la société exploitante des remontées mécaniques situées sur le domaine skiable de Tignes, soit environ 30 appareils dont 19 télésièges. La STGM a été fondée par le promoteur de la station, Pierre Schnebelen. En janvier 1999, en acquérant les 19,95 % détenus par le groupe japonais Kamori Kankō, la Compagnie des Alpes détient désormais 77,7 % des parts de la STGM.

## Urbanisme

### Typologie
Au 1er janvier 2024, Tignes est catégorisée commune rurale à habitat dispersé, selon la nouvelle grille communale de densité à sept niveaux définie par l'Insee en 2022.
Elle est située hors unité urbaine et hors attraction des villes,.

### Occupation des sols
L'occupation des sols de la commune, telle qu'elle ressort de la base de données européenne d’occupation biophysique des sols Corine Land Cover (CLC), est marquée par l'importance des forêts et milieux semi-naturels (94,5 % en 2018), une proportion sensiblement équivalente à celle de 1990 (94,8 %). La répartition détaillée en 2018 est la suivante :
espaces ouverts, sans ou avec peu de végétation (49,3 %), milieux à végétation arbustive et/ou herbacée (37,9 %), forêts (7,3 %), eaux continentales (3,5 %), espaces verts artificialisés, non agricoles (1,7 %), zones urbanisées (0,3 %).
L'IGN met par ailleurs à disposition un outil en ligne permettant de comparer l’évolution dans le temps de l’occupation des sols de la commune (ou de territoires à des échelles différentes). Plusieurs époques sont accessibles sous forme de cartes ou photos aériennes : la carte de Cassini (XVIIIe siècle), la carte d'état-major (1820-1866) et la période actuelle (1950 à aujourd'hui).

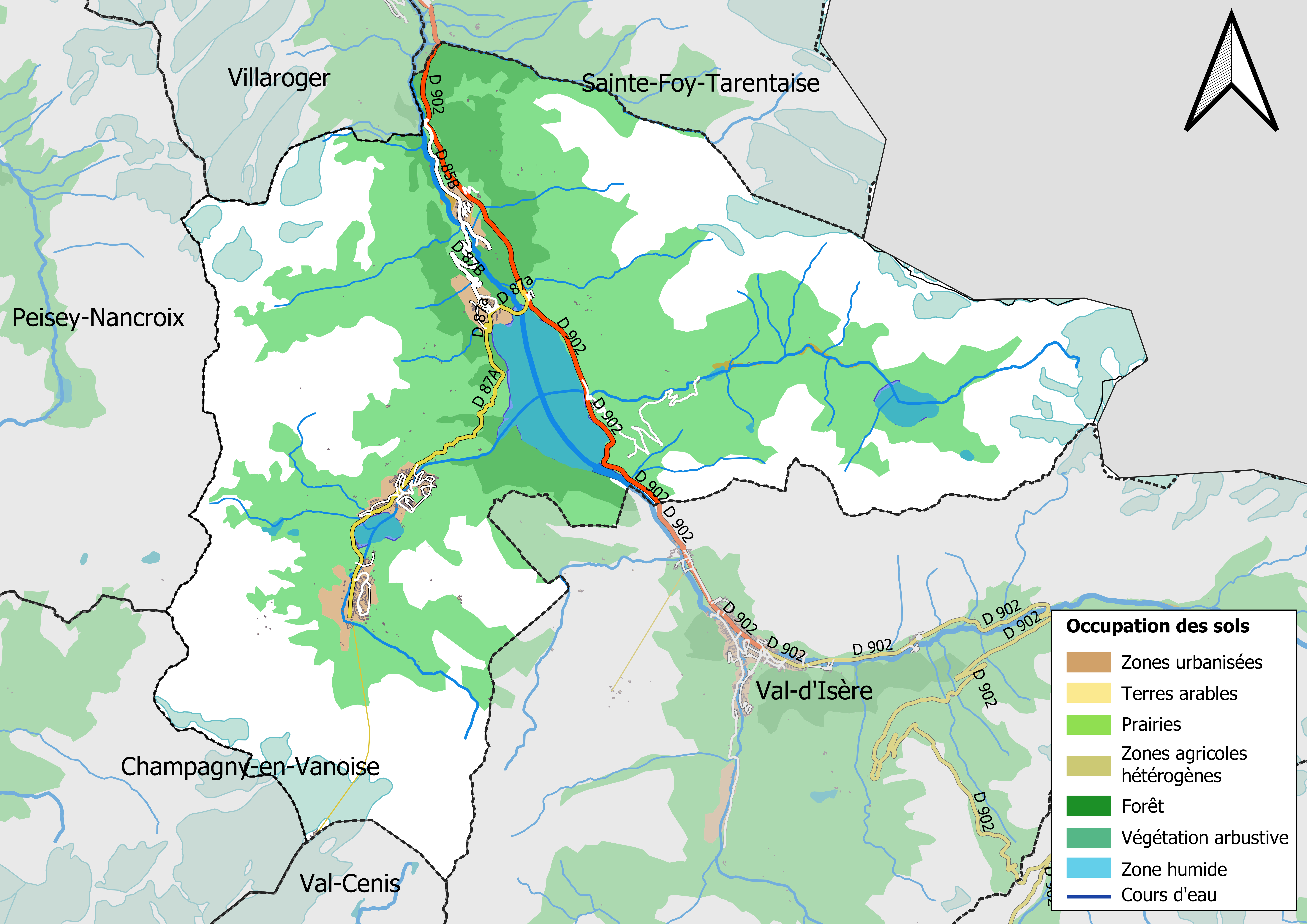
Carte des infrastructures et de l'occupation des sols en 2018 (CLC) de la commune.
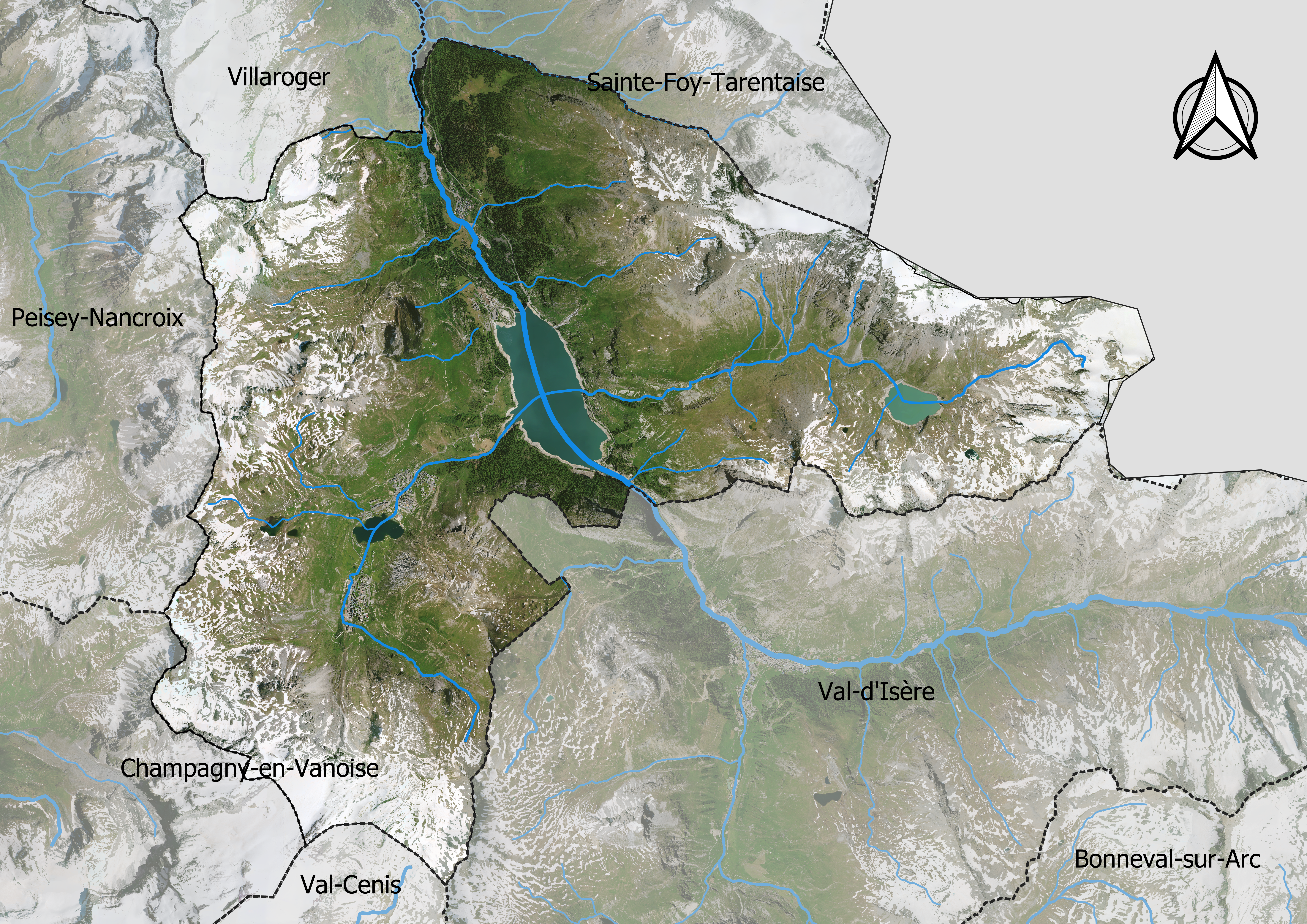
Carte orthophotogrammétrique de la commune.

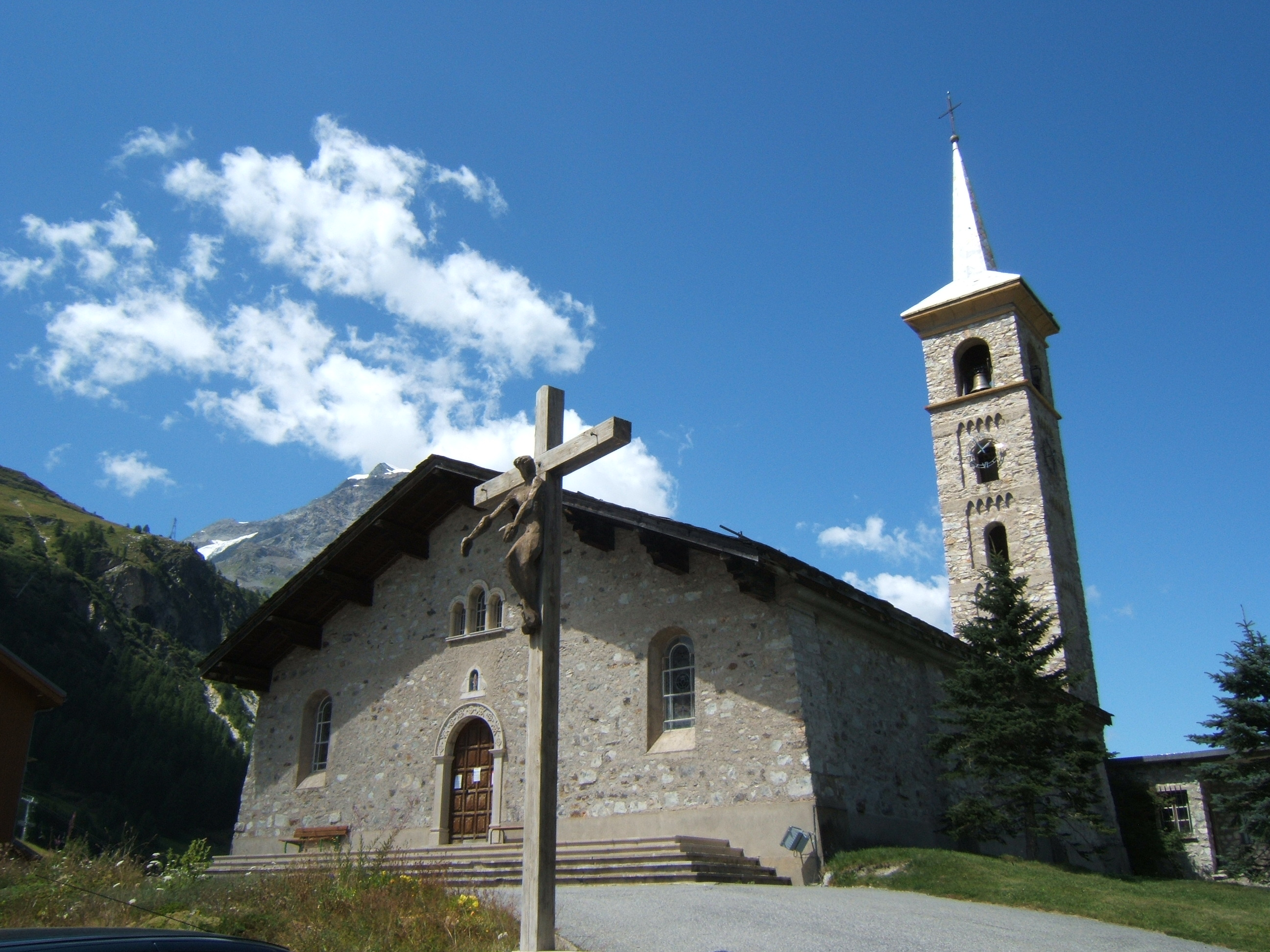
L'église Saint-Jacques des Boisses, près du barrage.

### Morphologie urbaine
La commune possède de nombreux hameaux :
- « L'ancien » Tignes : village historique noyé en 1952 lors de la construction du barrage du Chevril. Il était accessible pendant une période d'environ trois mois tous les dix ans lors de la vidange décennale. La dernière aurait dû avoir lieu en 2010 mais a été repoussée à avril 2014. EDF, propriétaire de l'ouvrage, utilise des méthodes de contrôles sous-marins, moins coûteuses qu'une vidange.
- Tignes le Lac à 2 100 mètres, site de développement d'une station de sports d'hiver à partir des années 1950. Il s'agit du "chef-lieu" de la station, où l'on retrouve la Maison de Tignes le Lac, la piscine « le Lagon », beaucoup de commerces, et le bowling de la station. Il est très bien relié au reste du domaine.
- Tignes Val Claret à 2 127 mètres, second site de développement d'une station de sports d'hiver en 1968, est le hameau de la station de Tignes le plus élevé en altitude. Il s'agit d'un des deux centres de la station, et est de ce fait très bien desservi par les remontées mécaniques. C'est un quartier animé puisqu'on y trouve des commerces en forte quantité, ainsi que les principales boites de nuit de la station.

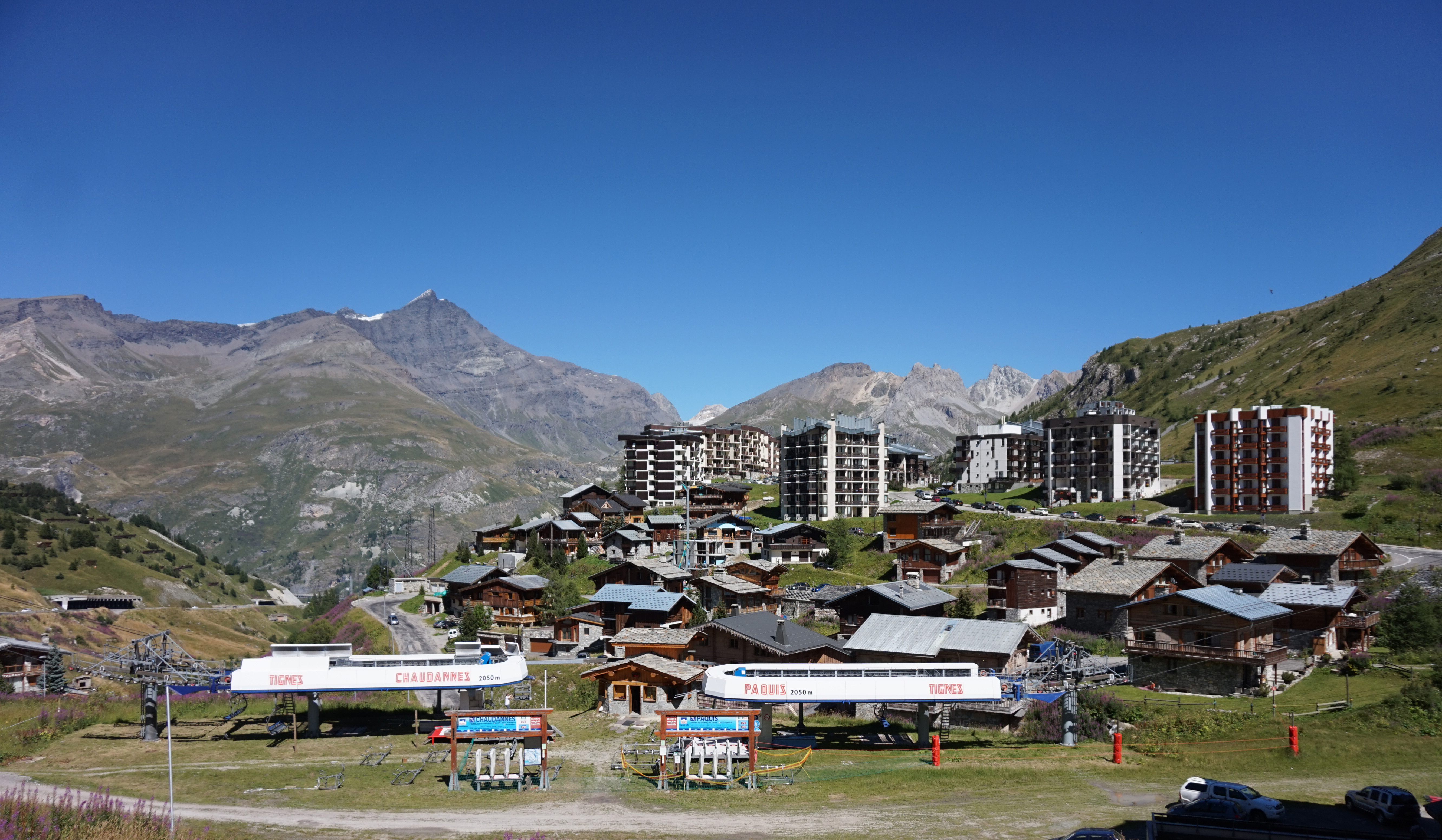
Le Lavachet.

- Tignes le Lavachet à 2 100 mètres. Il s'agit d'un quartier calme, disposant des commerces élémentaires en son centre (caisse pour les forfaits de ski, loueur de ski, bar, alimentation, restaurant, boulangerie...). Il est très proche de Tignes le Lac, et est bien relié au reste du domaine.
- Tignes les Boisses à 1 850 mètres. Quartier calme, en renouveau (architecture néo-savoyarde pour une ambiance « village » revendiquée) qui souffre de sa position d’extrémité du domaine, au même titre que les Brévières. Il ne dispose ainsi que d'une unique télécabine mais comprend cependant des commerces élémentaires (caisse pour les forfaits de ski, loueur de ski, bar, alimentation, restaurant, boulangerie...).
- Tignes les Brévières à 1 550 mètres. Le village le plus typique de la station, mais excentré du reste du domaine, voire enclavé, dans la mesure où uniquement desservi par une télécabine, et non par le service de bus gratuit de la station. Il comprend toutefois tous les commerces élémentaires (caisse pour les forfaits de ski, loueur de ski, bar, alimentation, restaurant, boulangerie...).
- La Reculaz à 1 850 mètres
- Le Franchet à 1 922 mètres
- Le Villaret du nial à 1 800 mètres
- Le Chevril à 1 800 mètres
- Le Villaret des Brévières
- Les Combes (inhabité)
- Nazonde (inhabité)

### Logement
Toutes les données suivantes ont été relevées en 2010.
- Le nombre de logements à Tignes était de 6 647 dont :
  - 1 095 résidences principales (soit 16,5 % du nombre total de logements)
  - 5 532 résidences secondaires (soit 83,2 % du nombre total de logements)
  - 20 logements vacants (soit 0,3 % du nombre total de logements)
- Types de logements :
  - 206 maisons (soit 3,1 % du nombre total de logements)
  - 5 985 appartements (soit 90 % du nombre total de logements)
- Part des résidences principale principales en fonction du nombre de pièces :
  - 1 pièce : 29,4 %
  - 2 pièces : 24,8 %
  - 3 pièces : 24,2 %
  - 4 pièces : 15 %
  - 5 pièces ou plus : 6,5 %
- Parmi les résidences principales :
  - 30,6 % sont occupées par leur propriétaire
  - 50,3 % sont occupées par des locataires
  - 19,1 % sont occupées gratuitement
- La commune dispose également de 196 logements destinés aux saisonniers.

### Projets d'aménagements
- Réaménagement de Tignes 1800 avec près de 3 000 lits (en cours).
- Hôtel de luxe sur les berges du lac naturel de Tignes, côté Val Claret (a priori suspendu).
- Projet de village vacances de 1 050 lits du Club Méditerranée associé à un bâtiment intégrant une ski-line de 400 m linéaire, une vague de surf et différents services, l'ensemble occupant 4,5 ha au Val Claret. Porté par la mairie de Tignes, ce projet a été approuvé le 19 décembre 2016 par le préfet coordinateur du massif des Alpes[12]. L'équipement de loisirs est contesté par le collectif « Non au Ski Line de Tignes » regroupant des associations de défense de l’environnement, parmi lesquelles Mountain Wilderness, Vivre en Tarentaise ou la Frapna, et des habitants[13].

## Toponymie
Selon le chanoine Gros, on suppose une présence romaine antérieure au village, les formes de Tiniacum ou de Tigniacum signifieraient le domaine rural (villa) de Tinius ou Tineius.
Pour d'autres, le toponyme proviendrait d'une racine celtique *tin, qui permettrait de désigner une vallée occupée par un cours d'eau, voire le cours d'eau lui-même.
En francoprovençal, le nom de la commune s'écrit Tinyè (graphie de Conflans) ou Tignes (ORB).

## Histoire

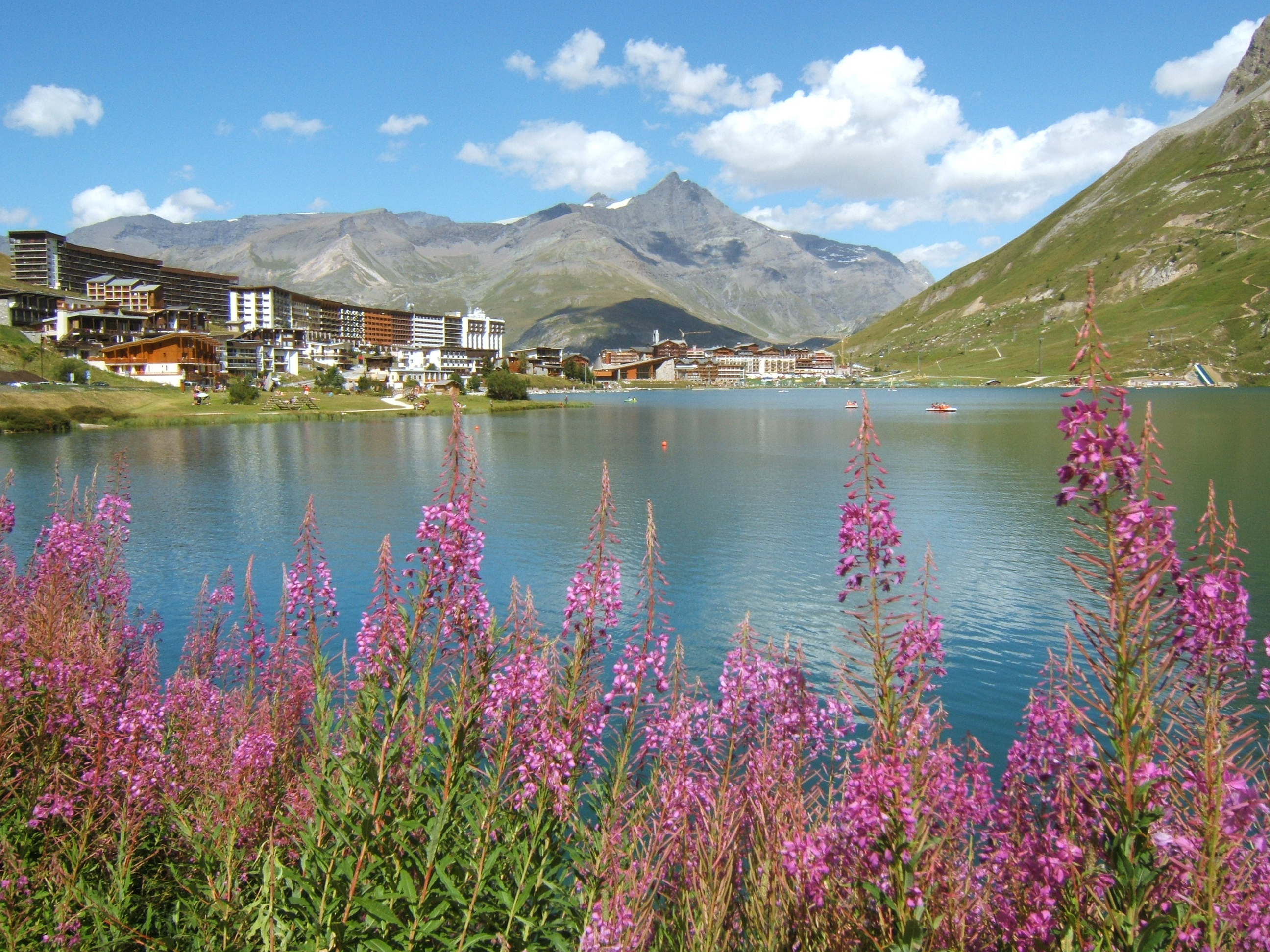
La station de sports d'hiver au bord du lac de Tignes.

Au Moyen Âge, la paroisse de Tignes, dont la communauté de La Val de Tignes (l'actuel Val d'Isère), appartient à la seigneurie de la Val d'Isère avec les paroisses de Montvalezan, Sainte-Foy, Villaroger, ainsi que Séez qui est le centre de celle-ci,. Cette seigneurie dépendait initialement de la famille de Briançon, apparue vers le Xe siècle, qui porte d'ailleurs le titre de vicomte de Tarentaise, donné soit par les comtes de Savoie, soit par l'empereur Henri IV du Saint-Empire. À la fin du XIIIe siècle, sous le règne du comte Philippe Ier de Savoie, les terres des Briançon passent sous le contrôle direct des Savoie, qui prennent le titre de vicomte de Tarentaise.
Le 29 mai 1310, Jacquemet de Beaufort obtient en échange de sa seigneurie de Beaufort, la seigneurie de la Val d'Isère et achète le titre de vicomte de Tarentaise en 1346 au comte Amédée V de Savoie, pour 2 000 florins.
Au XVe siècle, le titre passe à la famille de Duin (ou Duyn). Puis en 1540, celui-ci passe à Jean de Duyn-Mareschal. Les membres de cette famille portent selon les textes le nom de Mareschal (de) Duyn (de) La Val d'Isère. Les possessions et titres passent ensuite en 1795, à la famille d'Allinges-Coudrée, dont le dernier descendant, Prosper-Gaëtan d'Allinges, marquis de Coudrée, meurt le 26 février 1843.
Avant la Seconde Guerre mondiale, le village de Tignes, situé dans la haute Tarentaise, était quasiment inconnu hors de la Savoie. Situé à l'intérieur d'une cuvette, et bénéficiant de bonnes conditions d'ensoleillement, c'était un des endroits les plus favorables à l'agriculture de haute montagne. Toutefois, cette vie pastorale devait être bouleversée par le développement de deux activités : le tourisme et l'énergie.
Le développement de la pratique du ski dans le val débute dans les années 1930 avec la mise en place des premières remontées mécaniques (mars 1936), des premières écoles de ski privées (hiver 1933-1934), ainsi que des premiers hôtels. Le premier syndicat d'initiative est créé en mars 1937.
Dès 1933, l'administration envisage la construction d'un barrage au sommet des gorges des Boisses, mais les Tignards n'en eurent connaissance qu'en 1941. La construction débute en 1946 et le village est finalement noyé en 1952, quand le barrage du Chevril acheva son plein d'eau. 384 habitants du village sont déplacés. Cependant, cela ne s'est pas fait sans tensions. L'aménagement de la structure semble remettre en cause la pratique pastorale des habitants qui gardent leurs troupeaux dans les étables du village durant la période hivernale et les laissent paître autour du lac en été, avant de vendre leur production à La Val. Par ailleurs, le système d'achat, peu clair, des maisons et des terrains a débouché sur une certaine méfiance de la part des habitants. Enfin, aucune information n'a été donnée aux habitants sur leur futur comme les questions de reconstruction des bâtiments administratifs, déplacement du cimetière et de l'église, voire de leur propre réinstallation. Face aux différents grondements, craignant une forme d'insurrection à la suite d'actes de sabotage, le préfet de la Savoie demande l'intervention de la garde mobile. La commune de Tignes assigne EDF en justice. Des CRS surveillent désormais le chantier de construction. En 1951, une décision par la Commission arbitrale est rendue pour le dédommagement de la population et diffère de celui, inférieur, proposé par la société énergétique. Les événements s’enchaînent avec la mise en œuvre opérationnelle du barrage alors que les opérations de déménagement du cimetière, des archives et d'une partie de la population n'ont pas commencé. Le tout se fera manu militari avec le déplacement du cimetière, l'expulsion des réfractaires et le dynamitage final des maisons et de l'église le 24 avril 1952. Le 4 juillet 1953, le président de la République Vincent Auriol inaugure le barrage.

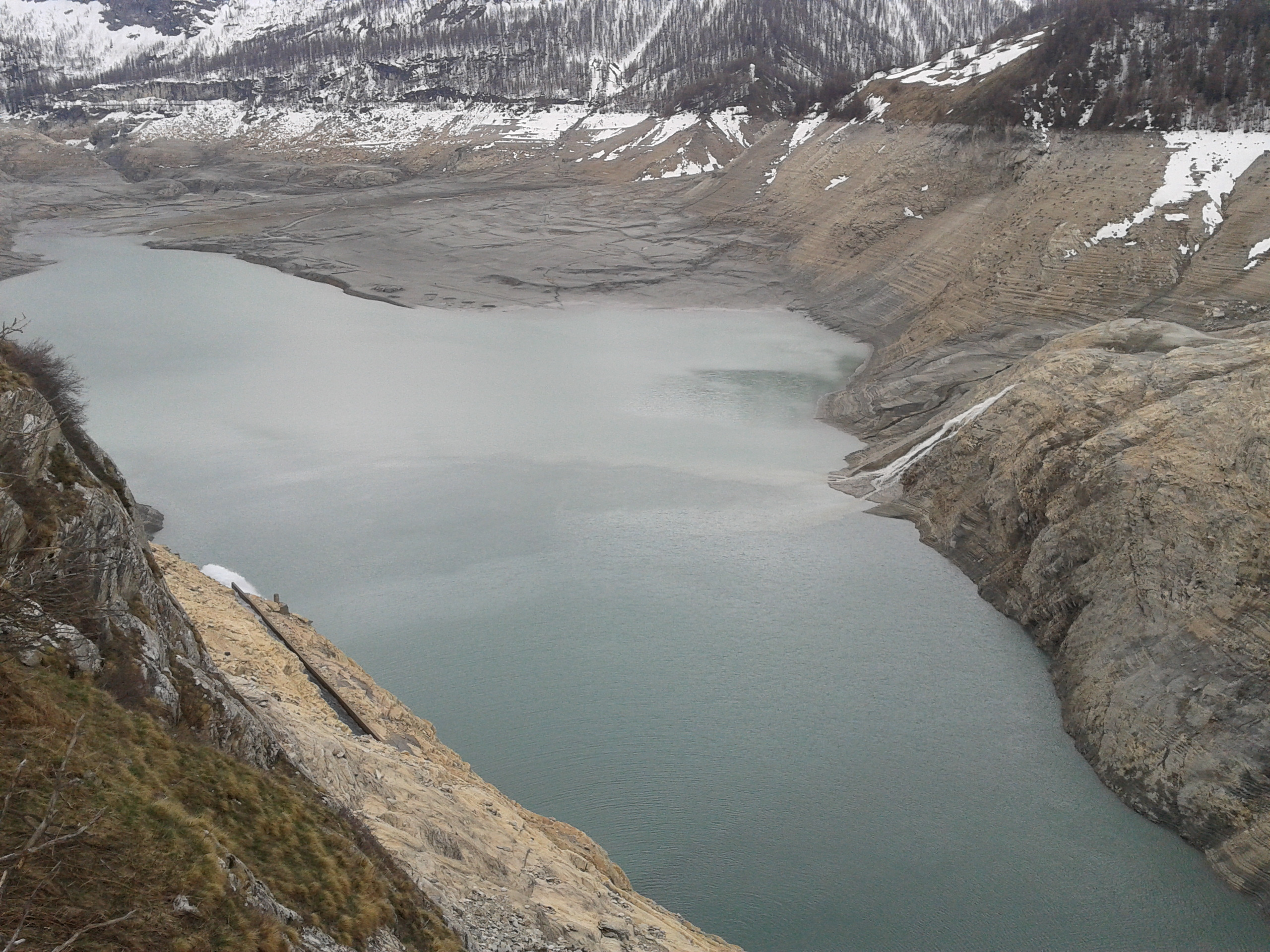
Vue générale du lac du Chevril vide avec les restes de l'ancien village de Tignes au fond.
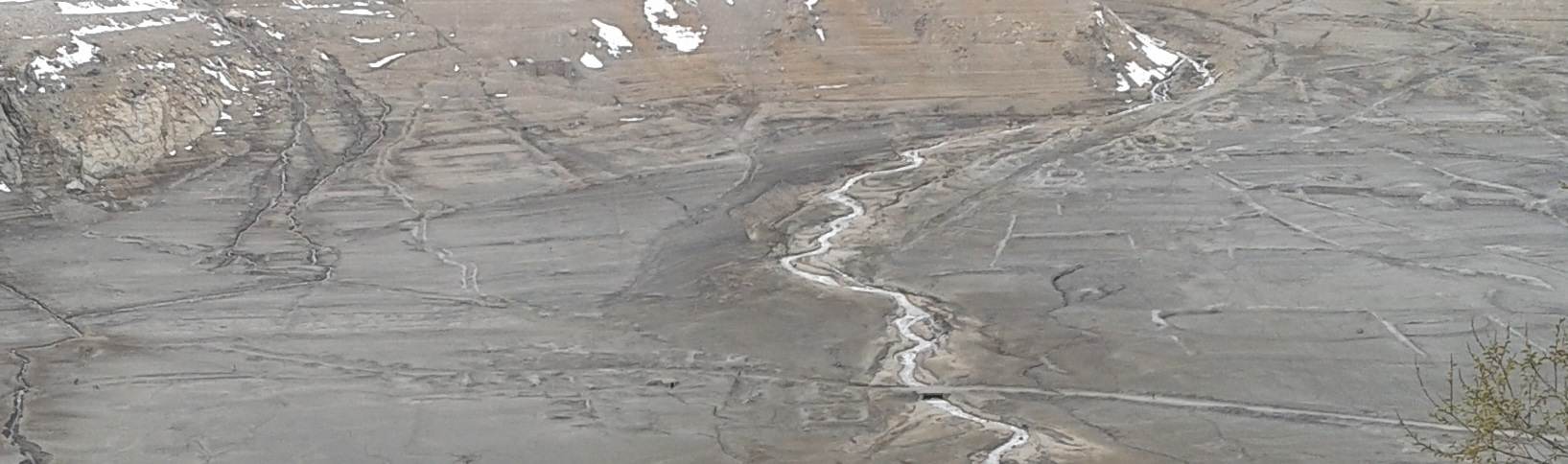
Vue de la route avec un petit pont et des traces d'habitations.
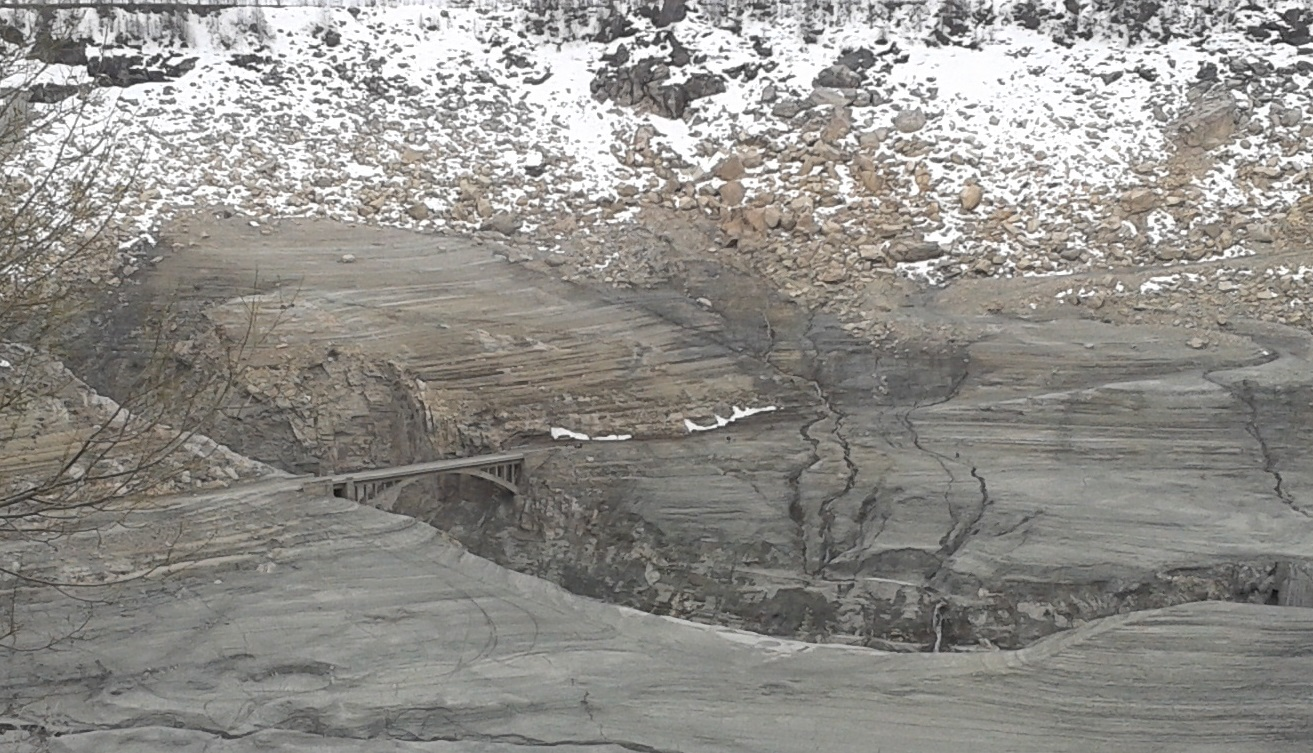
Vue de l'ancien pont par-dessus l'Isère habituellement englouti.
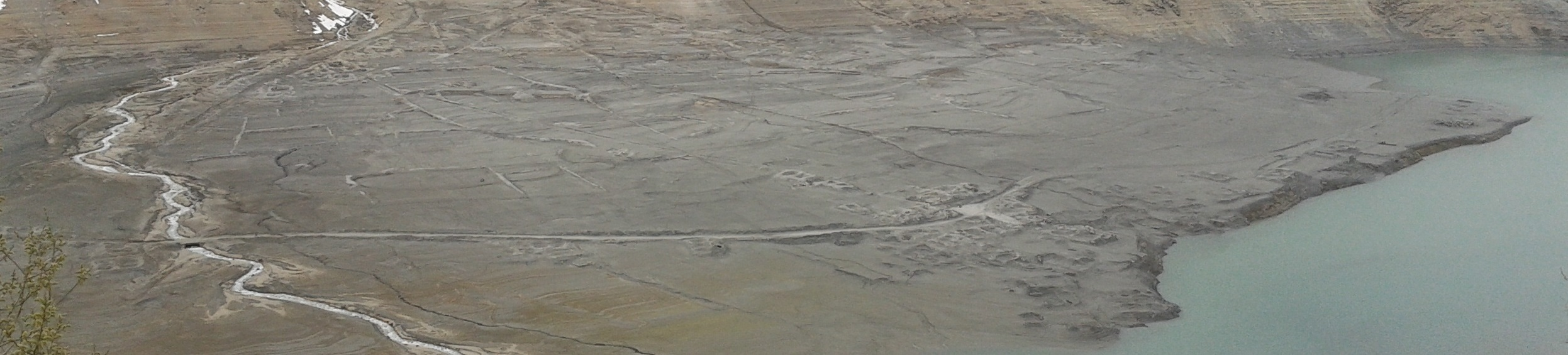
Vue des vestiges de l'ancien village de Tignes et de la route.
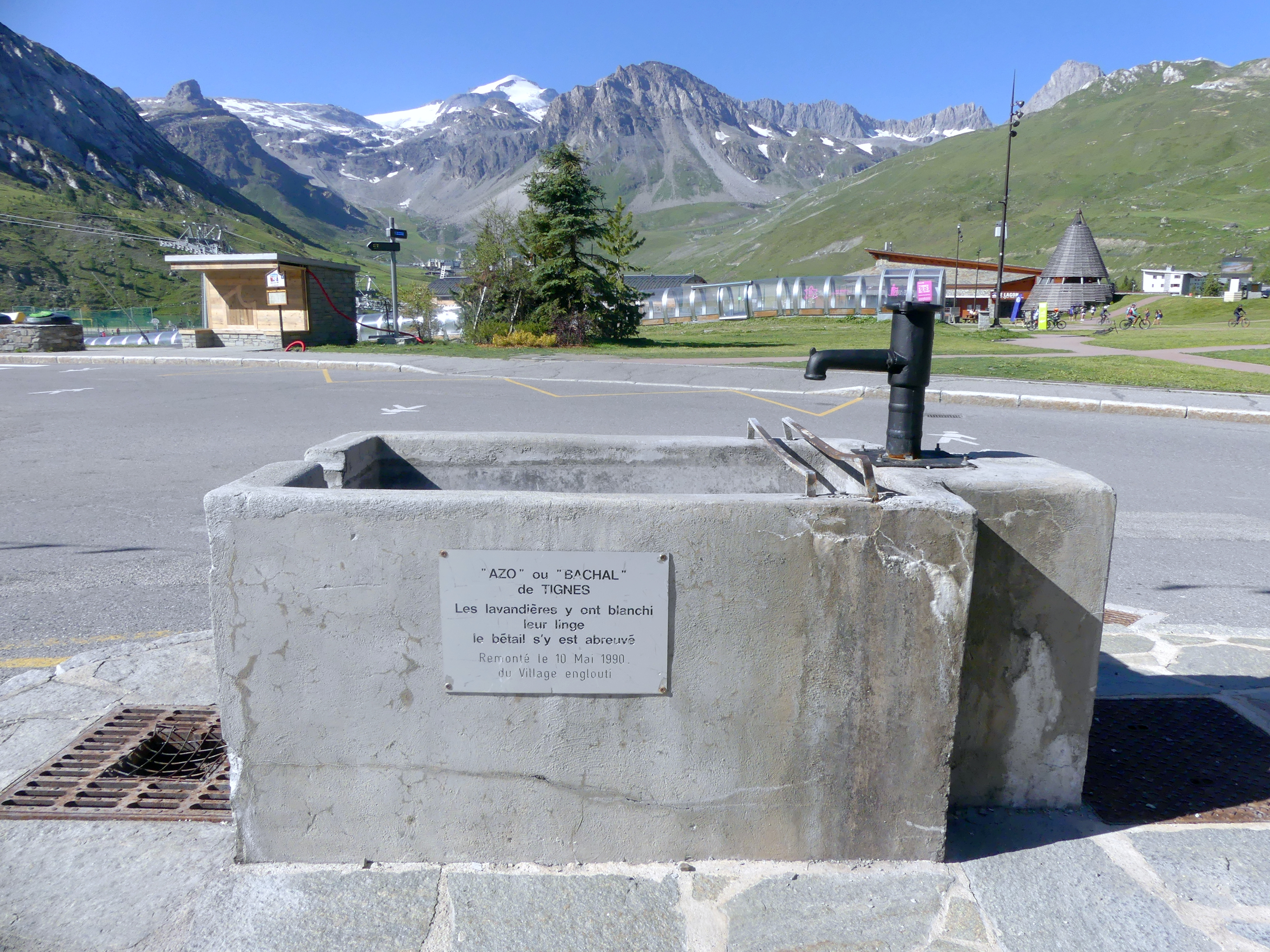
Lavoir de l'ancien village remonté à Tignes-Le Lac.

À partir de 1956 commença, près du lac naturel de Tignes, à 2 100 mètres, la construction de la station de sports d'hiver. La station s'étendit ensuite de l'autre côté du lac, à partir de 1968, sur le site du Val Claret (2 150 m), avec essentiellement des constructions en hauteur du fait de l'espace limité. Adoptant une philosophie qui se voulait novatrice pour l'époque, consistant à interpénétrer espace skiable et station, le Val Claret fut en requalification progressive. La construction des résidences de haut-standing MGM dans un style plus proche du chalet de haute montagne devrait en changer progressivement le visage.
La station de Tignes est choisie pour accueillir trois épreuves de ski acrobatique lors des Jeux olympiques d'hiver de 1992, organisés par la ville d'Albertville et le département de la Savoie.

## Politique et administration
La commune fait partie de la maison de l'intercommunalité de Haute Tarentaise dont le siège se trouve dans la ville voisine de Séez.

### Tendances politiques et résultats
La commune de Tignes penche à droite, de manière assez nette. Les scores respectifs de Jacques Chirac, Nicolas Sarkozy, François Fillon y ont été supérieurs à la moyenne nationale, au 1er comme au 2e tour. Le score du candidat socialiste y est généralement faible, si on le compare à la moyenne nationale : 8,40 % pour Lionel Jospin au 1er tour de l'élection présidentielle de 2002 (derrière Alain Madelin et Noël Mamère) ; 15,62 % pour Ségolène Royal en 2007 (devancée par François Bayrou) ; 5,11 % pour Benoît Hamon en 2017. Le score de l’extrême droite y est inférieur à la moyenne nationale (Marine Le Pen n'arrive qu'à la 4e place au 1er tour de l'élection présidentielle de 2017 et le score de son père, Jean-Marie Le Pen, aux différentes élections y est, en moyenne, de 2 points inférieur à la moyenne nationale).
Élections présidentielles, résultats des deuxièmes tours :
- élection présidentielle de 2017 : 72,12 % pour Emmanuel Macron (En Marche), 27,88 % pour Marine Le Pen (Front national).
- élection présidentielle de 2012 : 67,36 % pour Nicolas Sarkozy (UMP), 32,64 % pour François Hollande (PS).
- élection présidentielle de 2007 : 66,00 % pour Nicolas Sarkozy (UMP), 34,00 % pour Ségolène Royal (PS), 84,32 % de participation.
- élection présidentielle de 2002 : 83,39 % pour Jacques Chirac (RPR), 16,61 % pour Jean-Marie Le Pen (FN), 72,08 % de participation.

Élections législatives, résultats des deuxièmes tours :
- élections législatives de 2007 : 65,67 % pour Hervé Gaymard (UMP), 14,01 % pour André Vairetto (PS), 40,41 % de participation.
- élections législatives de 2002 : 60,40 % pour Hervé Gaymard (UMP), 15,37 % pour André Vairetto (PS), 41,86 % de participation.

Élections européennes, résultats des deux meilleurs scores :
- élections européennes de 2004 : 22,48 % pour Françoise Grossetete (UMP), 17,11 % pour Jean-Luc Bennahmias (Les Verts), 23,01 % de participation.
- élections européennes de 1999 : 17,42 % pour Charles Pasqua (MPF), 16,82 % pour Daniel Cohn-Bendit (Les Verts), 25,79 % de participation.

Élections régionales, résultats des deux meilleurs scores :
- élections régionales de 2004 : 57,77 % pour Anne-Marie Comparini (UDF), 31,21 % pour Jean-Jack Queyranne (PS), 56,74 % de participation.

Élections cantonales, résultats des deuxièmes tours :
- élections cantonales de 2004 : 58,08 % pour Jacqueline Poletti (DVD), 41,92 % Damien Perry (DVG), 56,74 % de participation.

Élections municipales, résultats des deuxièmes tours :
- élections municipales de 2008 : 96,02 % pour Olivier Zaragoza (SE), 79,91 % de participation.
- élections municipales de 2001 : - % pour - (-), - % pour - (-), - % de participation.

Référendums :
- Référendum de 2005 relatif au traité établissant une Constitution pour l'Europe : 57,23 % pour le oui, 42,77 % pour le non, 51,31 % de participation.

### Administration municipale
Le conseil municipal de Tignes pour la mandature 2014-2020 comprend le maire, Jean-Christophe Vitale (SE), cinq adjoints et treize autres conseillers municipaux. Il comprend deux groupes, une majorité et une opposition dont voici la composition :

### Politique environnementale

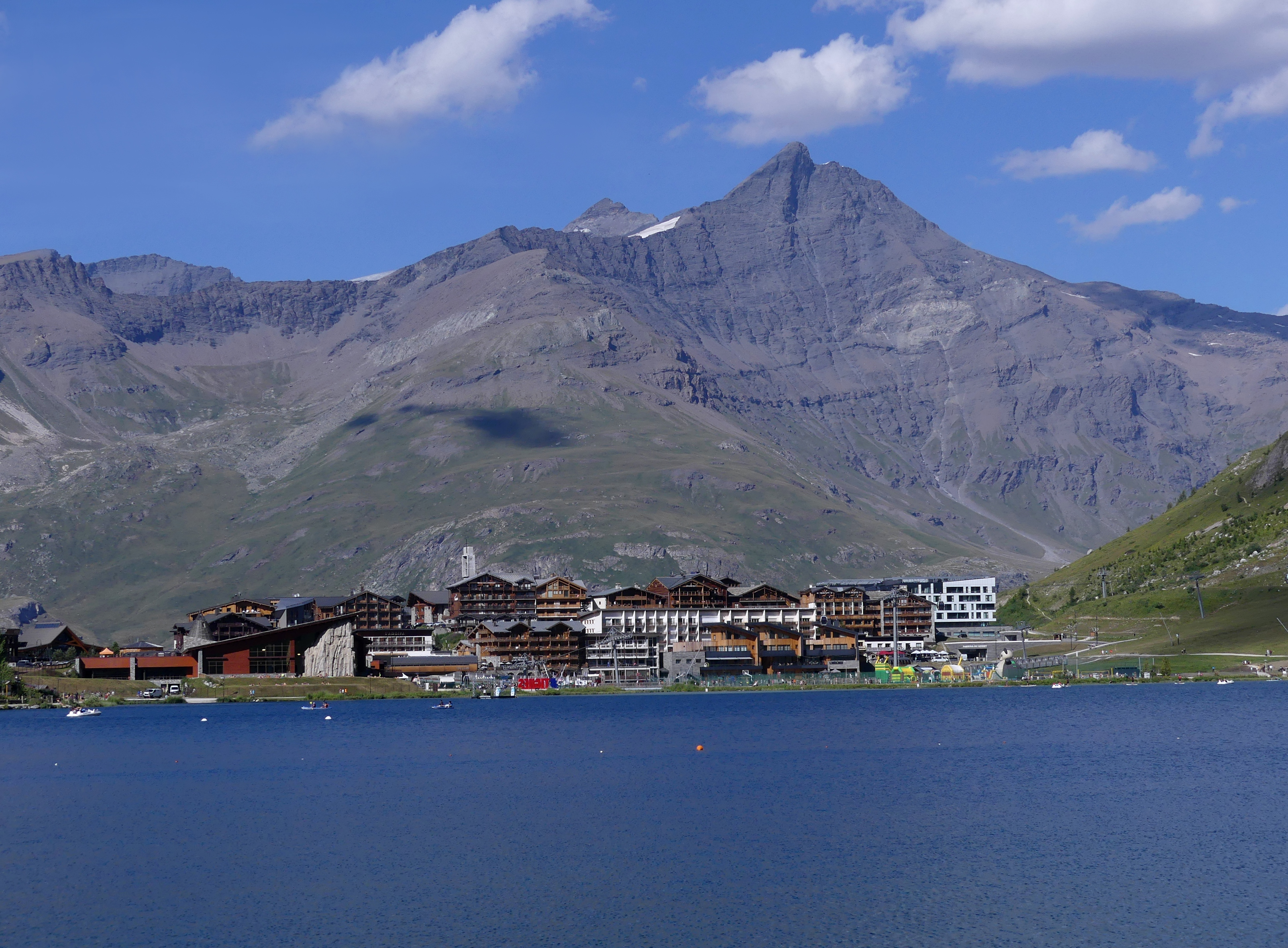
Vue de Tignes-le-Lac.

Durant la période estivale 2007, une opération revégétalisation à Tignes a été déclenchée en collaboration avec Terralys qui est une filiale de la société Suez Environnement. Cette dernière est spécialisée dans la valorisation des déchets organiques. La commune a pu ainsi effectuer une revégétalisation dans le but de redessiner son paysage et d'améliorer son environnement naturel. Cette opération s'est déroulée sur trois semaines, où 450 tonnes de compost vert furent acheminées de la plate-forme de compostage de Chambéry afin de recouvrir une surface totale d'environ 23 000 m2.

### Jumelages
La ville de Tignes n'est jumelée avec aucune commune à l'heure actuelle.

## Population et société

### Démographie
Les habitants de la commune sont appelés les Tignards.
L'évolution du nombre d'habitants est connue à travers les recensements de la population effectués dans la commune depuis 1800. Pour les communes de moins de 10 000 habitants, une enquête de recensement portant sur toute la population est réalisée tous les cinq ans, les populations de référence des années intermédiaires étant quant à elles estimées par interpolation ou extrapolation. Pour la commune, le premier recensement exhaustif entrant dans le cadre du nouveau dispositif a été réalisé en 2008.

En 2022, la commune comptait 1 953 habitants, en évolution de −17,18 % par rapport à 2016 (Savoie : +3,63 %, France hors Mayotte : +2,11 %).
| 1800 | 1806 | 1822  | 1838  | 1848  | 1858 | 1861 | 1866 | 1872 |
| ---- | ---- | ----- | ----- | ----- | ---- | ---- | ---- | ---- |
| 901  | 976  | 1 164 | 1 077 | 1 037 | 721  | 880  | 953  | 787  |

| 1876 | 1881 | 1886 | 1891 | 1896 | 1901 | 1906 | 1911 | 1921 |
| ---- | ---- | ---- | ---- | ---- | ---- | ---- | ---- | ---- |
| 816  | 790  | 896  | 892  | 641  | 558  | 560  | 543  | 436  |

| 1926 | 1931 | 1936 | 1946 | 1954 | 1962 | 1968 | 1975  | 1982  |
| ---- | ---- | ---- | ---- | ---- | ---- | ---- | ----- | ----- |
| 415  | 405  | 555  | 493  | 848  | 425  | 901  | 1 412 | 1 486 |

| 1990  | 1999  | 2006  | 2008  | 2013  | 2018  | 2022  | - | - |
| ----- | ----- | ----- | ----- | ----- | ----- | ----- | - | - |
| 2 005 | 2 220 | 2 178 | 2 160 | 2 623 | 2 034 | 1 953 | - | - |

La commune accueillant une station de sports d'hiver possède une capacité d'accueil estimée par l'Observatoire de la Direction départementale des Territoires du département de la Savoie, à 30 236 lits, en 2008. Cette particularité permet à la commune de bénéficier d'un surclassement démographique en étant classée comme une ville de 40 000 à 80 000 habitants.

### Enseignement
La commune de Tignes possède une école maternelle et une école élémentaire située au centre du village de Tignes, à Tignes le Lac. Pour l'enseignement secondaire, les élèves vont à la cité scolaire de Saint-Exupéry (collège-lycée) de Bourg-Saint-Maurice.

### Manifestations culturelles et festivités
- Le Fire Mix Party by Tignes (31 décembre)
- Les Live in Tignes

### Santé
Le village possède son propre service SAMU.
Elle dispose également de 2 cliniques situées à « Tignes Val Claret » et Tignes « Le Lac ».

### Sport et compétitions

#### Station et domaine skiable
Tignes a la particularité d'être une station de sports d'hiver mais aussi d'été grâce à l'utilisation des neiges du glacier de la Grande Motte (équipé en 1967-1968). Son domaine skiable a été jumelé avec celui de Val d'Isère donnant naissance au domaine Tignes - Val d'Isère (anciennement Espace Killy, du nom de l'ancien champion de ski Jean-Claude Killy).

##### Naissance de la station
Les prémices de la station sont mis en place dans les années 1930, avec une remontée mécanique qui part du village de Ronnaz pour remonter 600 m plus haut.
Le téléski du Chardonnet est installé en 1955. Une SARL appelée Équipement Sportif de Tignes (EST) voit le jour et gère les premières remontées mécaniques dont la télébenne permettant de relier les Brévières aux Boisses.
En 1959, le préfet de la Savoie, M. Grimaud, se rend sur place pour observer le lieu de la future implantation du téléphérique du glacier de la Grande Motte.
Le développement de la station coïncide avec l'arrivée du promoteur Pierre Schnebelen, qui est déjà intervenu dans les stations de La Clusaz (1963), et Val-d'Isère (1965).

##### Les pistes
L'entreprise exploitante est la Société des Téléphériques de la Grande Motte (STGM).
- Le secteur de Tovière : c'est le massif permettant la connexion avec Val-d'Isère. Les points les plus hauts de ce secteur sont la Tovière (2 705 m) et le col de Fresse (2 580 m).
- Le secteur des Brévières : c'est un massif assez encastré à la partie nord-est du domaine. Ensoleillé dès le matin, on y skie face à la Grande Sassière (3 748 m), le lac du Chevril et le massif du Mont Blanc. Le point le plus haut de ce massif est l’aiguille Percée (2 748 m), curiosité géologique très particulière que l'on peut traverser pour effectuer un hors-piste donnant sur Tignes le Lac. On peut aussi choisir de descendre directement de l'aiguille jusqu'au village des Brévières (1 200 m de dénivelé, par une magnifique piste noire: la Sache).
- Le secteur du Palet qui comporte un snowpark. On peut rejoindre le domaine de La Plagne à partir du col du Palet par un long itinéraire hors-piste.
- Le secteur de Grande Motte : le site le plus élevé avec la Grande Motte (qui culmine à 3 656 m), glacier de ski d'été avec vue panoramique remarquable en particulier sur le massif du Mont Blanc. On y accède pour commencer par deux télésièges successifs débrayables ou par le Funiculaire Perce-Neige entièrement souterrain puis pour finir par le téléphérique de la Grande Motte. On y pratique également le ski d'automne à partir de fin septembre[41].

##### Les remontées mécaniques
Les moyens permettant un transfert de Tignes à Val d'Isère ou de Val d'Isère à Tignes sont dans un sens :
- Le télésiège débrayable à six places de Fresse, au départ de Tignes Val Claret vers le col de Fresse ;
- La télécabine à dix places Tovière (en remplacement de la télécabine Aeroski en 2013), au départ de Tignes le Lac vers le sommet de Tovière ;
- Le télésiège débrayable à six places des Tufs construit pendant l'été 2008, au départ de Tignes Val Claret vers le sommet de Tovière ;
- Le téléski, réservé aux adultes, de Combe Folle.

Et dans l'autre sens :
- Le télésiège à quatre places débrayable de Borsat vers le col de Fresse ;
- Le télésiège à huit places débrayable des Tommeuses vers le sommet de Tovière.

##### Hors pistes
Par exemple existent :
- La face Nord de la Grande Motte
- Le tour de Pramecou, de Prémout
- Le col des 3000
- Les vallons de la Sache
- Le Glattier
- L'envers de Borsat
- Les Aiguilles du Chardonnet
- Les couloirs des Tufs

D'autres hors piste existaient sur le glacier de la Grande Motte, comme La langue du glacier ou en sortant du téléphérique pour prendre à droite et dévaler vers le télésiège de La Leisse, mais ils ont progressivement disparu compte tenu du recul du glacier. Toute la zone du glacier en dehors des deux pistes qui en descendent est aujourd'hui creusée d'énorme sillons, comme un champ cultivé : la neige est ici accumulée par des dameuses afin de préserver durant l'été ce qui reste de ce glacier.

##### Promotion et positionnement
Pendant de nombreuses années (lorsque tous les jours de l'année civile au moins une remontée mécanique était en service), la station a utilisé le slogan « Tignes, le ski 365 jours par an », avant de passer à « Tignes, plus grand, plus blanc ». La nouvelle promotion de la station l'a fait évoluer pour être désormais assimilée au nouveau slogan « Tignes : La station de ski la plus sportive », qu'arbore les différents supports, depuis quelques années.
Le géographe Georges Benko, dans ses articles sur le marketing des stations de ski, s'il ne classe pas Tignes comme une station haut de gamme à l'instar de sa voisine Val d'Isère ou de Courchevel, considère que celle-ci appartient aux groupes « animation, forme et sport ». Dont l'image s'appuie notamment sur un dynamisme et surtout depuis que celle-ci a été choisie en 1992 pour accueillir l'organisation des trois épreuves de ski acrobatique.
Le slogan de la station est[Quand ?] : « Tignes : Stade naturel ».

#### Sports d'hiver

##### Jeux olympiques d'hiver 1992
Lors de l'organisation des Jeux olympiques d'hiver de 1992 par la ville d'Albertville et le département de la Savoie, Tignes souhaite accueillir une épreuve phare. Toutefois, le choix se porte sur Val d'Isère (hommes) et Méribel (femmes) pour l'organisation des compétitions de ski alpin. Le COJO, qui souhaite la promotion de l'ensemble des stations de la vallée de la Tarentaise, choisit cependant la station pour accueillir les trois épreuves de ski acrobatique, dont les bosses qui deviennent pour la première fois une épreuve olympique, ainsi que le ballet (ou acroski) et le saut qui sont en démonstration, sur le stade du Lognan. La station avait déjà organisé, en 1986, les premiers championnats du monde de la discipline.

##### Autres compétitions
Tignes accueille de nombreuses épreuves de sports d'hiver, en lien avec la FIS.
De 2010 à 2013, les Winter X Games Europe, compétitions de freestyle snowboard (l’événement neige le plus important d'Europe), se déroulaient chaque année au mois de mars à Tignes.
En octobre 2013, la chaîne organisatrice américaine ESPN annonce l'annulation de la compétition 2014. Cet imprévu déclenche l'incompréhension totale dans la station, les X Games de Tignes étant les seuls rentables hors des États-Unis, et la station menace de poursuivre la chaîne en justice.

#### Autres sports

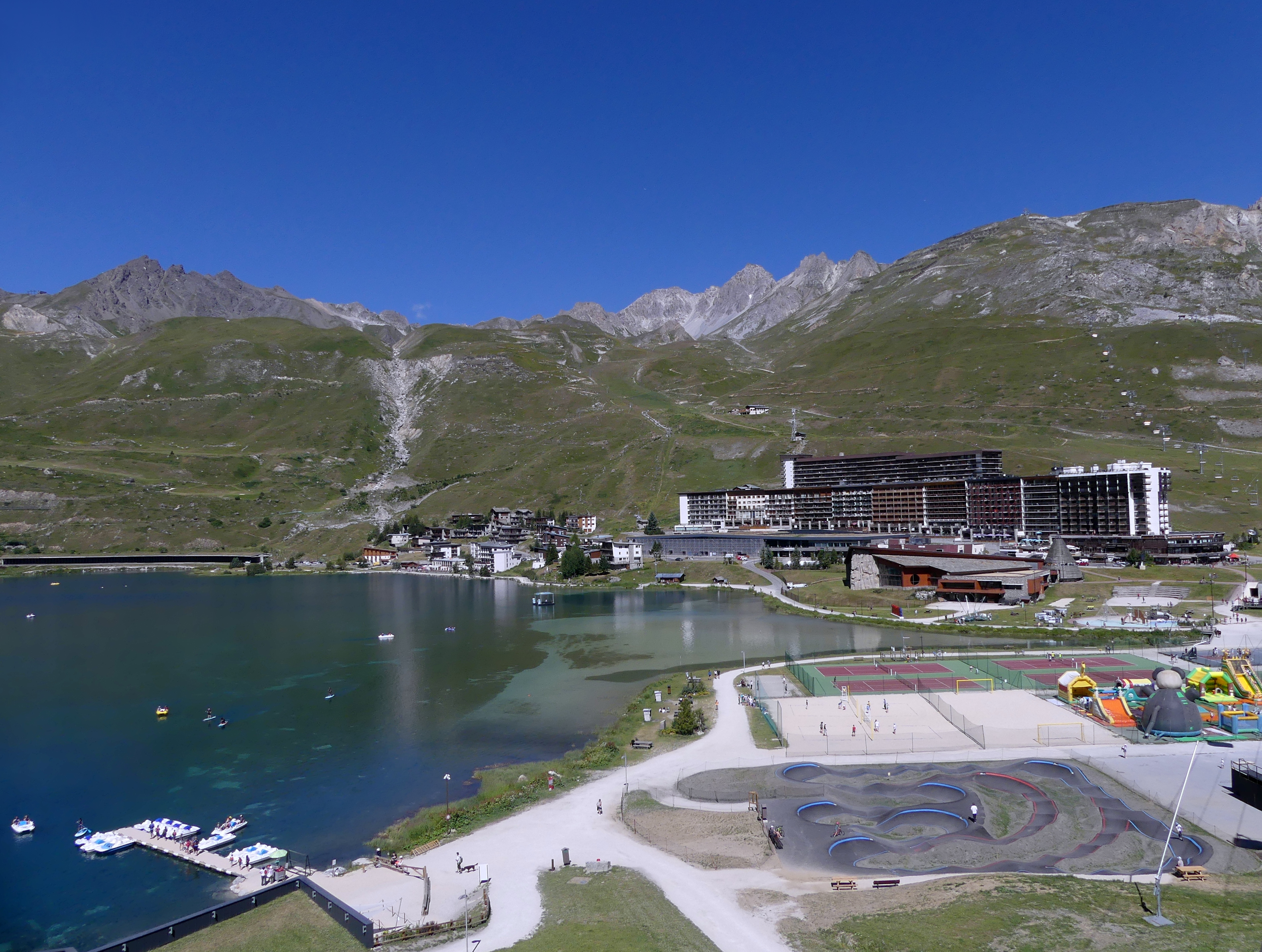
Terrains de sports et de jeux.

Ainsi on trouve des salles de sport, de bowling et une piscine ludique. L'été, le lac de Tignes est le lieu d'activités nautiques comme le waterjump, le saut à ski ou à surf dans l'eau. Il est même possible d'utiliser le plan d'eau pour naviguer sur des embarcations de petite taille (catamaran KL 15.5, optimist, etc.). L'hiver, les plongeurs y pratiquent la plongée sous glace, encadré par des professionnels et à l'aide d'équipements particuliers adaptés aux plongées souterraines.
Le golf 18 trous de Tignes est le plus haut d'Europe.
Tignes s'efforce de promouvoir le VTT de descente et enduro depuis plusieurs années à l'aide de plusieurs tracés principalement sur le secteur de Tovière et de Palafour.
Depuis 1997, l'Équipe de France de football a pour habitude d'effectuer à Tignes tous ses stages de préparation en vue de compétitions internationales : ce fut le cas pour la préparation à la Coupe du monde 1998, 2002, 2006 et 2010, ainsi qu'au Championnat d'Europe 2000, 2004 et 2008. L'Olympique lyonnais y effectue un stage d'avant saison chaque année.
En 2011, le forfait Tignes & Val d'Isère donne accès gratuitement à la patinoire installée sur le lac gelé à 2 100 m, et au complexe nautique situé lui aussi à Tignes le Lac.
Cyclisme
La station de Tignes a été choisie deux fois comme ville d'arrivée du Tour de France, en 2007 et 2019. En 2007, il s'agit de la 8e étape du Tour (165 kilomètres) dont le départ s'est fait depuis la station de Haute-Savoie Le Grand-Bornand, et dont le vainqueur est le danois Michael Rasmussen.
En 2019, il s'agit de la 19e étape du Tour (123 kilomètres) partant de Saint-Jean-de-Maurienne mais l'arrivée à Tignes fut finalement annulée car la route entre Val d'Isère et le lac du Chevril fut rendue impraticable à la suite d'un orage de grêle et d'une coulée de boue. Les temps de l'étape retenus furent ceux au passage du col de l'Iseran. Pour pallier ceci, le col est au programme de l'arrivée de la 9e étape du Tour de France 2021.
Cette station a également été à l'arrivée de la 6e étape du Tour de l'Avenir 2016, cette dernière montée étant classée en 1re catégorie. David Gaudu s'imposait alors que Jhon Anderson Rodríguez, 4e de l'étape, endossait le maillot jaune. Une nouvelle arrivée fut organisée à Tignes lors de l'avant-dernière étape du tour de l'Avenir 2019, courte. Attila Valter remportait cette étape en solitaire tandis que Tobias Foss consolidait son avance sur ses rivaux au classement général.

### Médias
Radios et télévisions
La commune est couverte par des antennes locales de radios dont France Bleu Pays de Savoie, R'Tignes... Enfin, la chaîne de télévision locale TV8 Mont-Blanc diffuse des émissions sur les pays de Savoie. Régulièrement l'émission La Place du village expose la vie locale de la vallée de la Tarentaise. France 3 et son décrochage France 3 Alpes, peuvent parfois relater les faits de vie de la commune.
Presse et magazines
La presse écrite locale est représentée par des titres comme Le Dauphiné libéré avec une édition locale, ainsi que le magazine Infosnews édition « Espace Killy ».

## Économie

### Emploi
Le marché de l'emploi à Tignes est fortement lié aux saisons touristiques. L'offre est forte en hiver, bonne en début de saison et en été, et faible en mai, juin, septembre et octobre.

### Entreprises
On y trouve 4 discothèques et 4 boulangeries.

### Commerce
La station dispose de nombreux commerces et services.

### Hébergement et restauration
L'aventure hôtelière débute en 1933 avec l'ouverture de deux hôtels. La capacité d'accueil de la station est estimée dans les années 1970 à 13 000 lits. Dans les années 1980, elle est estimée à 25 000 lits. En 2006, cette capacité aurait avoisiné les 28 000 lits, selon l'architecte urbaniste de l'État Marie Wozniak, auteure de L'architecture dans l'aventure des sports d'hiver (2006), ou 30 236 lits, selon l'Observatoire de la Direction départementale des Territoires du département de la Savoie. D'ailleurs, la station mise désormais sur la rénovation de son parc d'accueil (45 % pour la période), dont 25 000 sont considérés comme appartenant à des propriétaires particuliers.
En 2014, la capacité d'accueil de la station, estimée par l'organisme Savoie-Mont-Blanc, est de 32 105 lits touristiques répartis dans 4 210 établissements. Les hébergements se répartissent comme suit : 608 meublés ; 23 résidences de tourisme ; 27 hôtels ; une structure d'hôtellerie de plein air ; 7 centres ou villages de vacances / maisons familiales et 1 refuge ou gîte d'étape.
La station a obtenu plusieurs labels, en 2016, « Station Club » ; « Grand domaine » ; « Nouvelles glisses ». Elle fait partie également des stations françaises ayant le label Top of the French Alps (TOTFA).
En 2013, une étude du site web TripAdvisor - appelée « TripIndex Ski » - classe la station de Tignes parmi les 10 stations les plus chères d'Europe avec une dépense moyenne estimée à 394,07 euros. L'étude publiée en février 2014 et portant sur 27 stations françaises n'indique pas Tignes dans son classement.

## Culture locale et patrimoine

### Patrimoine architectural

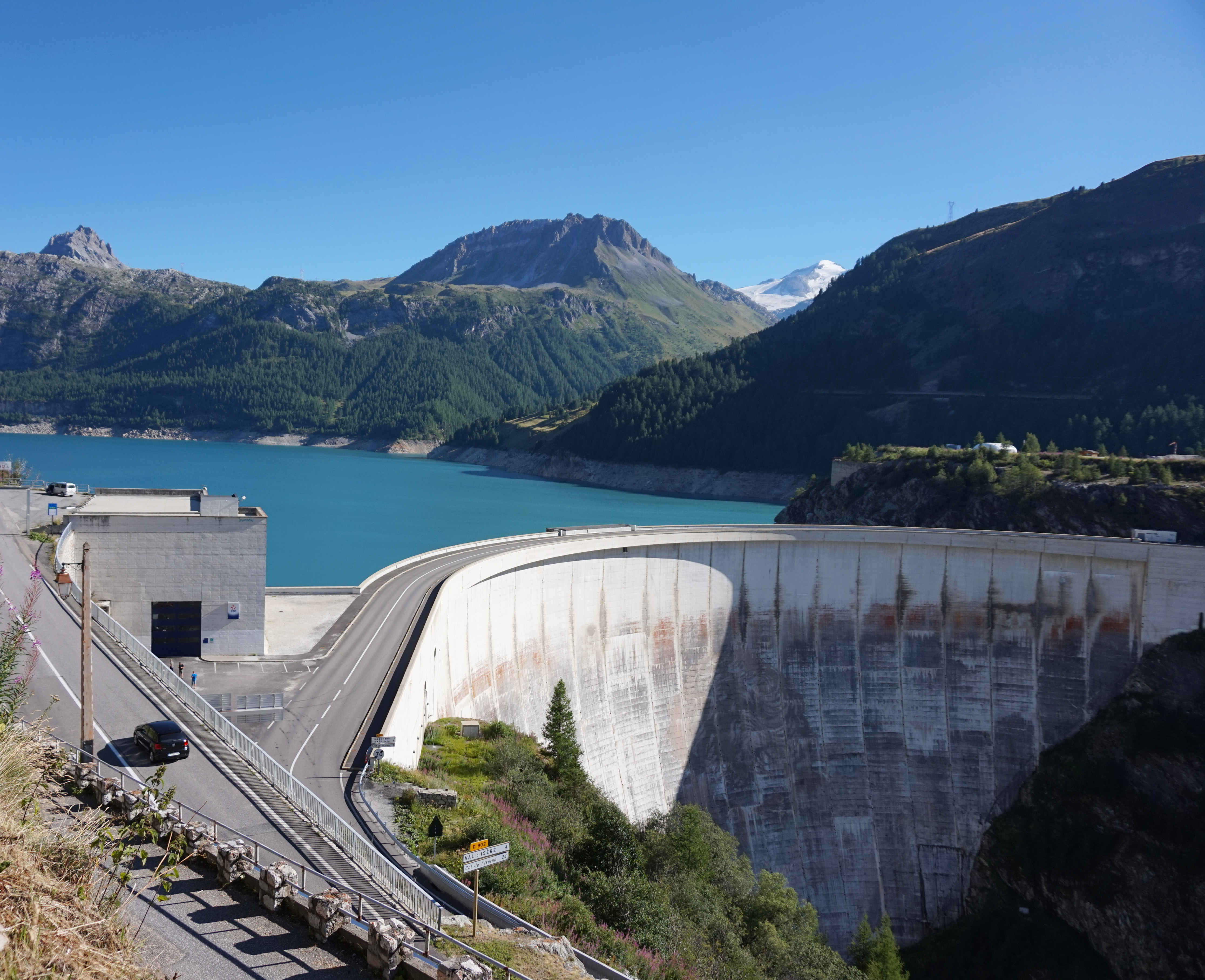
Barrage du Chevril en été.

L'ouvrage le plus célèbre de Tignes est le barrage du Chevril. Celui-ci, très élevé avec ses 180 mètres, fut décoré en 1989 d'une immense fresque sur sa façade non immergée : le Géant de Tignes. Mais celle-ci s'efface avec le temps et n'était quasiment plus visible en 2011.
À la suite de l'aménagement de la station, une chapelle dédiée à la Transfiguration est édifiée en 1959.
- Église des Boisses, dédiées à saint Jacques de Tarentaise, considéré comme le premier évêque de Tarentaise, construite entre 1950 et 1952 (Retable du XVIIIe siècle). Elle est la reproduction à l'identique de l'ancienne église du village se trouvant sous les eaux du barrage[58],[59]. L'édifice a reçu le Label « Patrimoine du XXe siècle »[60].

### Patrimoine culturel
L'église du village englouti, reconstruite sur le promontoire des Boisses.
Il existe 28 éléments patrimoniaux recensés dans le PLU de Tignes (annexe du règlement (3) PLU de Tignes INVENTAIRE DES ELEMENTS PATRIMONIAUX DE TIGNES)
1. Oratoire du Sacré-cœur (Les Brévières)
2. Cimetière (les Brévières)
3. Église Saint Pierre aux liens (Les Brévières)
4. Bachal (Les Brévières)
5. Oratoire Notre-Dame (Les Brévières)
6. Chapelle Saint Maurice (Les Boisses)
7. Chapelle Notre-Dame de la pitié des sept douleurs (Tignes 1800)
8. Cimetière (Tignes 1800)
9. Église Saint Jacques de Tarentaise (Tignes 1800)
10. Pierre à cupules (Tignes 1800)
11. Christ accueillant (Tignes 1800)
12. Chapelle du Villaret des Brévières (le Villaret des Brévières)
13. Four à pain du Villaret des Brévières
14. Bachal du Villaret des Brévières
15. Chapelle du Chevril
16. Chapelle du Villaret du Nial
17. Chapelle Notre Dame des neiges (La Reculaz)
18. Chapelle du Franchet
19. Bachal-promenade de Tovière (Le Rosset)
20. Monument aux morts (Tignes 1800)
21. Bachal des Boisses
22. Le Sarrasin (Villaret des Brévières)
23. Fontaine (Les Brévières)
24. Le lavoir des Brévières
25. Le bachal du Chevril
26. Le bachal du Franchet
27. Le bachal de la Reculaz
28. Statue mémorial de l’ancien village de Tignes (Le Villaret du Nial)

Il existe également un oratoire au hameau des Boisses, sur le chemin qui relie les Boisses à Tignes 1800. Cet oratoire est situé en hauteur au creux d’un rocher.

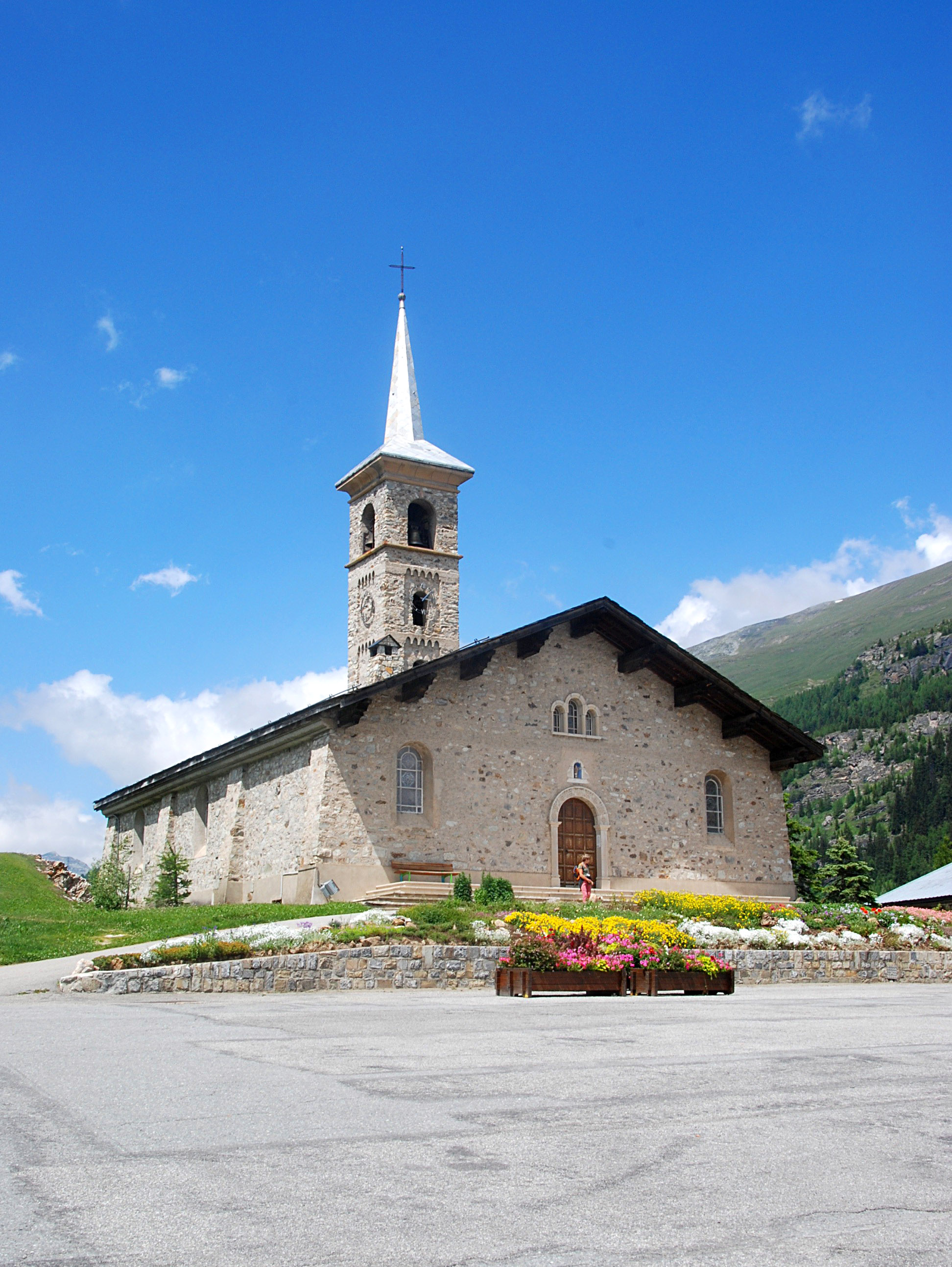
L'église Saint-Jacques.

### Patrimoine environnemental
La station de ski se trouve en périphérie du parc national de la Vanoise, où toutes les espèces animales et végétales sont protégées.

### Espaces verts et fleurissement
En 2017, la commune de Tignes a été récompensée au « Concours des villes et villages fleuris » par « deux fleurs ».

### Personnalités liées à la commune
Raymond Leininger et son épouse Nicole, alpinistes, quittent Tignes le 27 avril 1938 en autocar jusqu'à Bourg-Saint-Maurice et de là prennent leurs bicyclettes et se rendent jusqu'aux Indes.
- Christophe Segura, multiple champion de France, vainqueur de plusieurs coupes du monde en snowboard et ayant participé par deux fois aux Jeux olympiques à Nagano et Salt Lake city.
- Thony Hemery, double vainqueur du classement général de la Coupe du monde de bosses en 1997 et 1999. A également participé aux tournages de plusieurs films sur le freeride comme « Les nuits de la glisse » de Thierry Donard, réunissant les meilleurs rideurs mondiaux.
- Nicolas Huet a été vice-champion du monde de slalom en snowboard en 2005.

Plusieurs autres pratiquants free-ride s'entraînent à Tignes, notamment Guerlain Chicherit, dans un itinéraire hors-piste partant de l'arrivée du télésiège du Col des Vès porte désormais le nom.
L'aventurier-explorateur polaire Alban Michon, plongeur spécialiste de la plongée sous glace et de la plongée souterraine, enseigne ces pratiques au sein de son école de plongée sous glace à Tignes. Cette école est devenue un véritable centre d'entraînement pour les plongeurs des expéditions polaires, ainsi que pour les institutions françaises.

### Héraldique et logotype

#### Blason
La commune possède un blason depuis le XIVe siècle.
| Armes de Tignes | Les armes de Tignes se blasonnent ainsi : écu parti de sable et d'argent, au soleil figuré d'or brochant. On sait très peu de chose sur ce blason... |

#### Logo
| Armes de Tignes | La station de Tignes possède un logotype représentant le glacier de la Grande Motte simplifié blanche, formant une vague, avec un ciel bleu en fond. En dessous, le nom de « Tignes » est indiqué en rouge en lettres stylisées. Les trois couleurs du drapeau de la France (bleu, blanc, rouge) sont présentes. Celui-ci a parfois été complété par l'expression « station olympique » à la suite des Jeux olympiques d'hiver de 1992 ou de « été-hiver » permettant d'indiquer la pratique du ski estival. Le géographe Georges Benko, dans ses articles sur le marketing des stations de ski, démontre que la station joue sur l'image d'une « station d'altitude, sportive et jeune », et notamment le rôle de la vague marine qui accentue les images que l'on peut avoir sur les sports de glisse. |